# JALUX
株式会社JALUX（ジャルックス、英: JALUX Inc.）は、日本航空（JAL）グループの商社。

## 概要
主力は日本航空グループの航空機部品や資材、顧客に販売する食品や雑貨の調達のほか、空港売店である「JAL PLAZA」(旧称：BLUE SKY)の運営を行っている。また、H&K社の日本代理店でもある。
一般には機内カタログ（JAL SHOP）による販売や開発された商品のブランドとして定着している。鹿児島県の唐芋レアケーキをヒットさせたり、空弁ブームの火付け役となるなどの実績がある。

## 沿革
- 1962年3月 - 航空商事株式会社として設立。
- 1964年10月 - 日航商事株式会社[6]に社名変更。
- 2001年
  - 3月 - 株式会社ジャルックスに社名変更。
  - 6月 - 株式会社JALUXに商標変更。（登記上は株式会社ジャルックス）
- 2004年
  - 1月 - 旧日本エアシステム系の商社、株式会社ジェイエイエストレーディングを合併。
  - 3月 - 東京証券取引所市場第一部に上場。
- 2007年3月 - 双日が筆頭株主となる。
- 2011年11月 - サークルKサンクス（のちのファミリーマート）と業務提携契約を締結。
- 2012年3月27日 - サークルKサンクスとのコラボ店舗である「ブルースカイ・サンクススカイ アライバルショップ」の1号店を羽田空港第1ターミナルビル1階到着ロビーにオープン。
- 2013年8月 - 三菱商事などと共同で、ミャンマーのマンダレー国際空港の維持管理業務を優先的に契約する権利を得た。
- 2022年
  - 3月24日 - 日本航空が50.5%、双日が49.5%出資したSJフューチャーホールディングス株式会社が株式公開買い付け（TOB）を実施し、議決権所有割合ベースで38.72%の株式を取得。日本航空の持株比率が直接所有分を含め議決権所有割合ベースで60.28%となり、日本航空が親会社となる[7][8]。
  - 6月2日 - 東京証券取引所スタンダード市場上場廃止。
  - 6月4日 - 株式併合により株主がSJフューチャーホールディングス、双日、日本航空、日本空港ビルデングのみとなる[9]。
- 2023年10月1日 - 空港売店「BLUE SKY」の名称を「JAL PLAZA」に順次変更開始。

## 主な事業
2009年現在、下記の事業を行っている。
- コーポレートビジネス系事業
  - 航空事業　航空機部品・機械資材の調達
  - 客室事業　機内備品の企画・調達
  - 生活関連・物資事業　出版、保険代理店業務
- リテール系事業
  - リテール事業
  - 空港リテール事業本部　「JAL PLAZA」(旧称：BLUE SKY)の展開
  - フーズ・ビバレッジ事業本部

## 店舗
- 国内空港店 新千歳、成田、羽田、関西、福岡など26空港96店舗
  - （JAL PLAZA 93店舗、JAL-DFS 3店舗）
- 通信販売事業

## 連結子会社
- 株式会社JALUXエアポート
- JALUX EUROPE Ltd.
- JALUX AMERICAS, Inc.
- JALUX CANADA, INC.
- JALUX ASIA Ltd.
- JALUX SHANGHAI Co., Ltd.
- JALUX SINGAPORE PTE. LTD.
- 株式会社JALUX STYLE
- 株式会社JAL-DFS
- 株式会社JALUX保険サービス

## その他のJALグループの商社
- AGS通商：JALグランドサービス（当時は空港グランドサービス）の子会社。食品通販事業部門を2002年11月にJALUXが継承した後、会社清算。
- JTA商事：日本トランスオーシャン航空傘下の商社。沖縄県を営業基盤とし、現在も存続。